# Östhammars kallbadhus

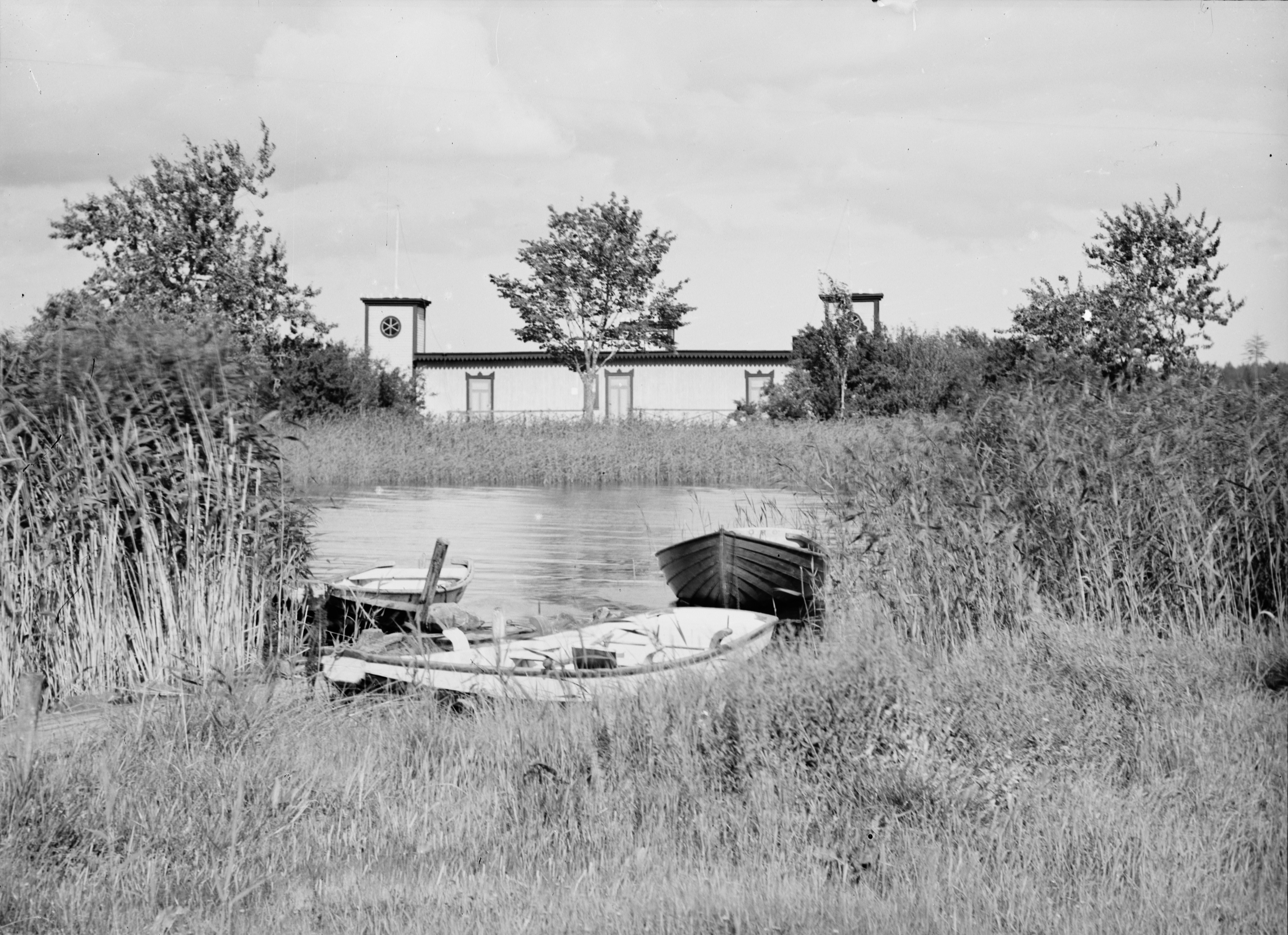
Kallbadhuset byggt 1894, rivet 1963.

Östhammars kallbadhus var ett kallbadhus i Östhammar i Roslagen i Uppland. Det första enkla kallbadhuset uppfördes 1882 och låg vid stranden i Badparkens nordöstra hörn bredvid det senare 1885 uppförda Societetshuset. Ett andra kallbadhus intill östra stranden av Källarsgrundet byggdes 1894 och ersatte det första. Det ritades av trafikchefen vid Dannemora-Hargs Järnväg J.O. Åberg. Det hade en stor och två mindre bassänger, duschar och avklädningsrum. Det fanns ett hopptorn med trampoliner mot havet. I ett par torn på landsidan fanns gymnastikapparater.
Från Källargrundet ledde två spänger till Societetshuset i Badhusparken, respektive till Södra Tullportsgatan i stadens centrum.
Kallbadhuset revs 1963.